# بل یواچ-۱وای ونوم
بل یواچ-۱وای ونوم (به انگلیسی: Bell UH-1Y Venom) یک بالگرد ساختِ کارخانهٔ بل هلیکوپتر در کشور ایالات متحده آمریکا و کانادا است که در سال ۲۰۰۱ ساخته شد. نخستین استفاده‌کنندهٔ این بالگرد نیروی تفنگداران دریایی ایالات متحده آمریکا بوده‌است. این بالگرد برای نخستین بار در ۲۰ دسامبر ۲۰۰۱ میلادی مورد استفاده قرار گرفت.